# Mario Colombi Guidotti
Mario Colombi Guidotti (Parma, 7 ottobre 1922 – Parma, 16 gennaio 1955) è stato uno scrittore e critico letterario italiano.

## Biografia
Allievo di Francesco Squarcia e Attilio Bertolucci, insegnante di Storia dell'arte nel collegio Maria Luigia durante gli anni liceali, si laurea in giurisprudenza all'Università di Parma. Nella sua vita professionale e artistica dividerà il tempo tra l'attività forense e quella di scrittore.
Nel 1945 dirige il mensile letterario "Il Contemporaneo", per l'editore Guanda. Dal 1951 al 1955 cura il supplemento letterario della Gazzetta di Parma, ospitando opere di importanti scrittori e critici, tra i quali Carlo Bo, Oreste Macrì, Eugenio Montale, Pier Paolo Pasolini e Alberto Bevilacqua.
Perde la vita in un incidente stradale nei pressi di Parma il 16 gennaio 1955, a soli 32 anni.
A parte i numerosi articoli di critica letteraria e poesie, solamente i racconti Impazienza (1952) e Vogliamo svagarci (1954) vengono pubblicati durante la sua breve vita. Le opere più importanti come Il grammofono e il romanzo Tormentosa stagione, sono pubblicate postume.
Dopo la sua morte viene istituito il "Premio letterario Mario Colombi Guidotti", che nella prima edizione del 1955 è assegnato all'opera Ragazzi di vita di Pier Paolo Pasolini.
Nel 1989 il Terzo programma radiofonico RAI gli dedica una monografia per la serie "I Peccati della prosa: Amnesie, Rimozioni, Fonti sommerse" a cura di Michele Gulinucci (XIV puntata in onda il 12 novembre 1989, ore 17,30).
I concittadini gli hanno reso omaggio intitolandogli una via di Parma situata nel quartiere Pablo e la Biblioteca Civica.